# Krug (film)
Krug (Круг) è un film del 1972 diretto da Gerbert Moricevič Rappaport.

## Trama
Il capitano della polizia Alёšin sta indagando su un caso riguardante il furto di oppio in un magazzino di un impianto chimico. Tutto fa pensare che il criminale debba essere ricercato tra i dipendenti dell'impresa. Uno dei lavoratori - Frolov - è familiare ad Alёšin su un'altra questione. E sebbene Alёšin sia sicuro dell'onestà di Frolov, sospetta che qualcosa non andasse, visto che gli sta nascondendo qualcosa e lui stesso ne soffre. Nella dacia del direttore dell'impianto Vasiltsev, viene ucciso il suo patrigno, che si è rivelato un testimone inutile. Il sentiero conduce Alёšin a un'impiegata dello stabilimento, una certa Olga.